# Chapati

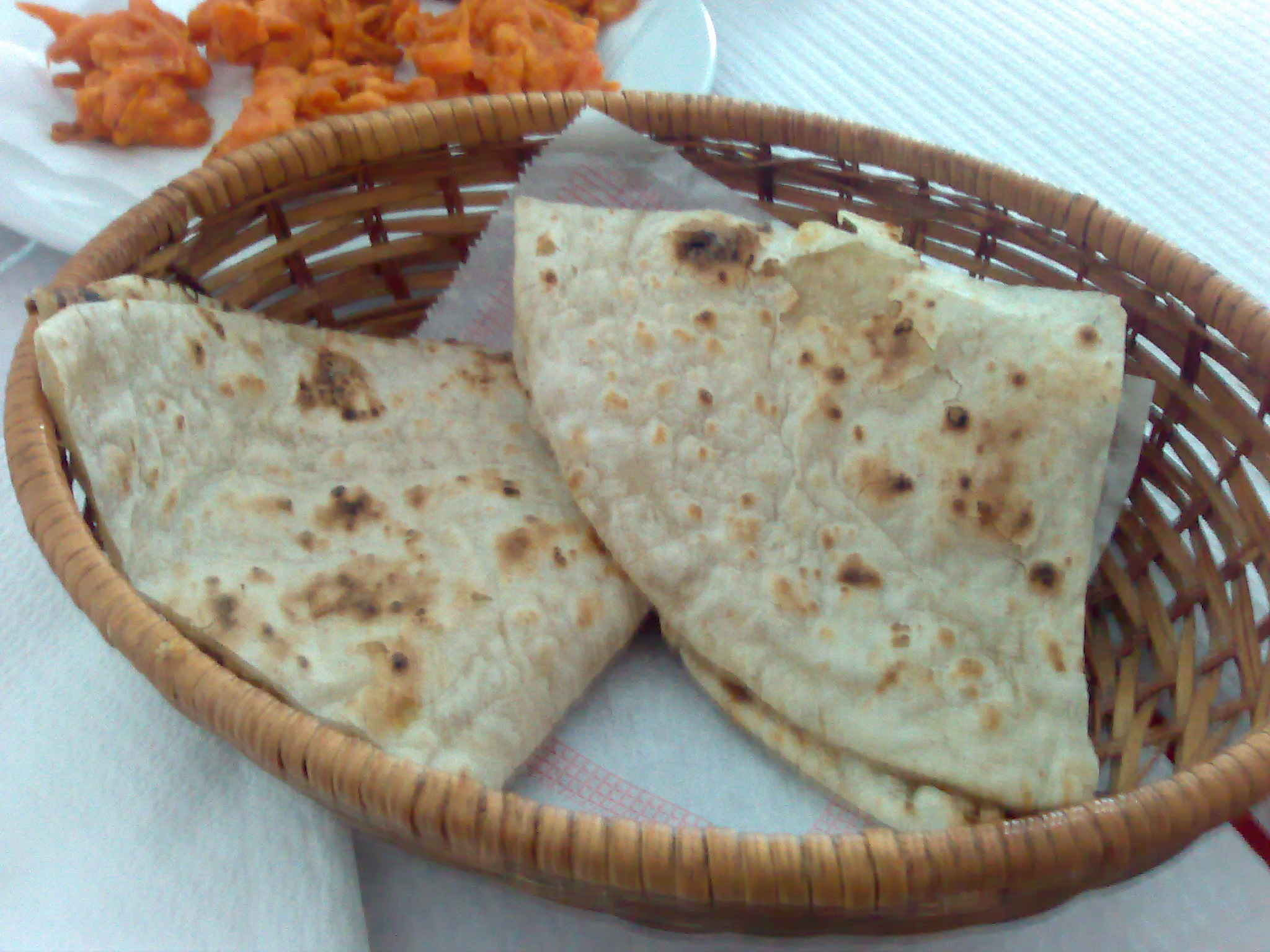
Chapatis em Lisboa.

Chapati é um pão típico da culinária indo-portuguesa de Goa, Damão e Diu, outrora pertencentes ao Estado Português da Índia. Dado o número elevado de descendentes de goeses radicados em Moçambique, é também um pão comum nas mesas nesse país africano.
Os chapatis são preparados com uma farinha de trigo integral especial, tradicional da Índia, também denominada chapati. Estes pães são normalmente consumidos no desjejum, podendo, no entanto, ser consumidos em qualquer refeição ao longo do dia, de preferência quentes, acabados de fazer.
Para além da farinha de trigo integral, pode incluir ainda açúcar, manteiga, óleo e sal. Com estes ingredientes é formada uma massa, que é usada para formar apas (pão-folha) com cerca de 15 cm de diâmetro, que são assados numa frigideira.
Podem ser consumidos como acompanhamento de pratos de caril.
O chapati é também típico da culinária da Índia.